# Olga von Holzhausen
Olga Friedericke Freifrau von Holzhausen, geb. Metzger (* 21. Januar 1871 in Wien; † 8. Dezember 1944 in Graz), war eine österreichische Malerin.

## Familie
Olga Metzger heiratete 1891 den Offizier Ludwig Friedrich Freiherr von Holzhausen (1861–1914). Er diente in Galizien und Mähren, war Bataillonskommandant in Pressburg und zuletzt Kommandant des in Wien stationierten Deutschmeisterregiments.
Der Maler Fritz von Holzhausen (1857–1923) war Olga von Holzhausens Schwager. Ihre Tochter Margarethe Martiny-Holzhausen wurde ebenfalls Malerin und ihre Enkelin Elisabeth Charlotte Martiny (1929–2017) Malerin und Keramikerin.

## Leben
1887 begann Olga von Holzhausen mit 16 Jahren ihre künstlerische Ausbildung an der Malschule von Jan Matejko in Krakau. Nach der Heirat prägten häufige Umzüge ihr Leben. Ab 1895 führte sie ihre Studien bei dem Maler Heinrich Schwach in Graz fort. Von 1897 bis 1910 lebte sie in Pressburg, unterbrochen von einem Aufenthalt in Bosnien 1898 bis 1902.
Danach zog Olga von Holzhausen mit ihren Töchtern nach Wien. Dort schloss sie ihre Ausbildung bei dem Maler Adalbert Seligmann ab. Sie bezog ein eigenes Atelier und war als Porträtistin und Kopistin tätig. Ab 1911 beschickte sie Ausstellungen im Wiener Künstlerhaus.
Nachdem ihr Ehemann während des Ersten Weltkriegs in Lubaczów gefallen war, zog Olga von Holzhausen nach Graz und finanzierte ihren Lebensunterhalt mit Porträtaufträgen. Sie nahm unter anderem an Ausstellungen der Genossenschaft bildender Künstler Steiermarks teil. 1929 wurde sie mit der Medaille der Stadt Graz ausgezeichnet. 1944 starb sie in Graz durch Suizid.

## Werk

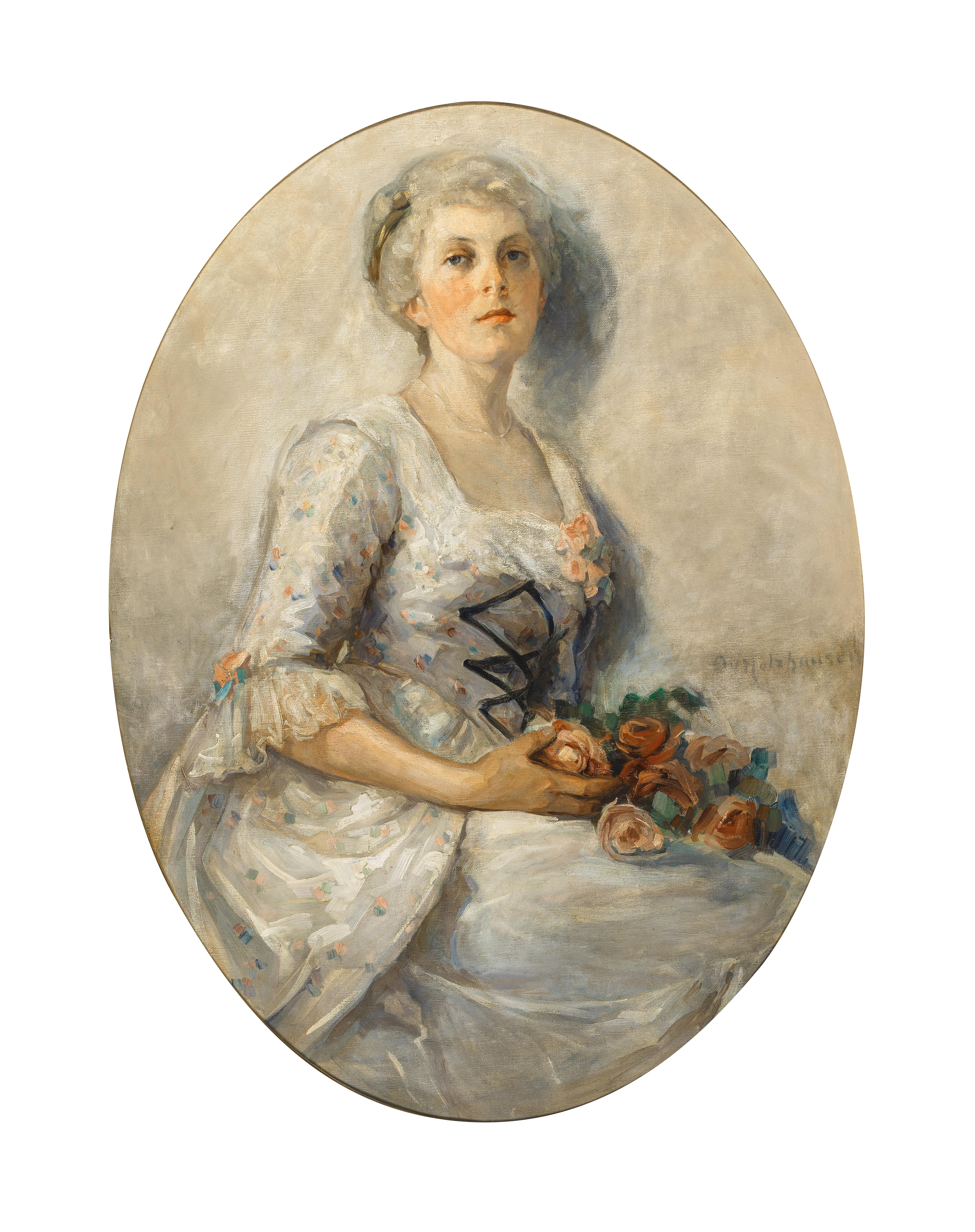
Porträt der Tochter der Künstlerin mit Rosen in Händen

Olga von Holzhausen malte zunächst auch Stillleben, Landschaften und Veduten, bevor sie sich nahezu ausschließlich der Porträtmalerei widmete. Ihre Bildnisse gestaltete sie im spätimpressionistischen Stil. Sie arbeitete in Öl und Pastell. Neben ihren Originalarbeiten kopierte sie Werke von Rembrandt, Anthonis van Dyck und Frans Hals. Ein großer Teil ihres Gesamtwerks ging verloren, die erhaltenen Werke befinden sich vorwiegend in Privatbesitz.
Werke (Auswahl)
- Porträt Sr. Exzellenz des Herrn Dr. Josef Ritter von Uriel, Öl, 1913 bei der 38. Jahresausstellung im Wiener Künstlerhaus[6]
- Porträt der Tochter der Künstlerin mit Rosen in Händen, rückseitig bezeichnet „Olga Baronin Holzhausen, Graz, Grillparzerstr. 24, Bildnis“, Öl auf Leinwand, 112 × 85 cm, Künstlerhausetikett 1913
- Ölportrait des Regimentskommandanten des k. u. k. IR 4, „Hoch- und Deutschmeister“, Ludwig Freiherr von Holzhausen, 1861-Aug. 1914 (gefallen an der Ostfront in Lubaczow), ca. 1914, Öl auf Leinwand, 73 × 61 cm
- Porträt Baronin Anna Seßler-Herzinger, verso: Lebzeltenverkäuferin und weibliche Porträtstudie, um 1915, Leinwand/Karton, 41 × 38 cm, Neue Galerie Graz[7]
- Blumen, 1917 bei Herbstausstellung Genossenschaft bildender Künstler Steiermarks
- Bildnis der Frau Baronin Ambrus, 1918 bei Ausstellung Genossenschaft bildender Künstler Steiermarks
- Rosen, Öl, 1918 Ausstellung des Kunstvereines in Baden[8]
- Lautenspielerin, 1928 Steirische Jubiläums-Kunstschau, Graz[9]

## Ausstellungen (Auswahl)
- 1911, 1913, 1914: Wiener Künstlerhaus
- 1918: Kunstverein Baden
- 1916–1918, 1921, 1926–1929: Genossenschaft bildender Künstler Steiermarks, Graz
- 1928: Steirische Jubiläums-Kunstschau, Graz
- 1992: 3 Generationen Malerinnen, Graz Museum, Palais Khuenburg (mit Katalog)
- 1997: Im Hochsommer der Kunst, Universalmuseum Joanneum  (mit Katalog)
- 2020: Ladies First! Künstlerinnen in und aus der Steiermark 1850–1950, Joanneum, Neue Galerie Graz (mit Katalog)[2]